# Putler
Putler, pogosto tudi Vladolf Putler, je slabšalen izraz, ki je nastal z združitvijo imen ruskega predsednika Vladimirja Putina in nemškega kanclerja Adolfa Hitlerja. Velikokrat se izraz imenuje tudi Putler Kaputt. Izraz ima negativno konotacijo in ga uporabljajo predvsem ljudje, ki nasprotujejo Putinu.

## Izvor
Po besedah ruskega jezikoslovca Borisa Šarifulina je beseda "Putler" nastala v Rusiji. Po besedah francoske zgodovinarke Marlène Laruelle je to besedo skoval ukrajinski tisk.

## Uporaba
Beseda "Putler" je postala zelo razširjena v opoziciji v Rusiji in Ukrajini. Uporaba nemško zvenečega slogana Putler Kaputt s strani Rusov predstavlja spremembo jezika kot poseben igralni položaj, s čimer se ustvarja učinek, da so to tuje besede, ki se uporabljajo v državi, medtem ko se še vedno uporabljajo besede, ki so razumljive za Ruse.

### Domače rusko protestsko gibanje
Beseda je privlekla slavo, in pravne težave v Rusiji leta 2009, ko je bila uporabljena na shodu komunistične partije Ruske federacije 31. januarja 2009 v Vladivostoku, kjer so nosili tablico z napisom "Putler kaput!" Izraz je bil usmerjen proti uvedbi novih carin na uvoz rabljenih vozil. Vladivostoko tožilstvo je opozorilo regionalni odbor stranke v zvezi s tem izrazom. Regionalna komisija se je odzvala z objavo naslednjega besedila na svoji spletni strani:
Avtor tega slogana je imel v mislih določeno osebo, ki se ukvarjajo v avtoposlom z imenom Putler, ki je prišel do konca, zaradi povečanja dajatev na tujih avtomobilih: zaradi te okoliščine, je izgubil službo, in s tem dohodek, s katerim je podprl svojo družino. Tako, kot tisoči drugih prebivalcev v regiji, tudi on namerava zapustiti Primorye, kjer je preprosto nemogoče, da tam živi in dela. 
Aprila 2009 je bila uporaba slogana uradno prepovedana. Po Laboratoriju za sodno strokovnost Ministrstva za pravosodje Ruske federacije, je bil slogan označen za "izrazito čustveno oceno osebnosti ali dejavnosti Putina kot predstavnika državne oblasti in osebno žaljivko."
Slogan "Putler kaput" je bil uporabljen tudi med protesti v opozicijskih shodih v Moskvi 4. decembra 2011 med državnimi volitvami in predsedniškimi volitvami leta 2012.

### Uporaba izraza po letu 2014
Beseda Putler je bila leta 2014 nominirana za "Besedo Leta 2014" po nasilni priključitvi Krima Rusiji, kar so nekateri politiki, publicisti in novinarji primerjali s priključitvijo Avstrije Nacistični Nemčiji leta 1938, ki je kmalu zatem sprožila drugo svetovno vojno. Washington Post je za navedeno zbral število takih izjav in objavljenih fotografij ukrajinskih protestnikov, ki so nosili plakate z napisom "Putler - roke Ukrajine" "! Putler kaput" in risbe, ki so povezovale prepoznavnih obraznih značilnosti med Putinom in Hitlerjem. Več Ruskih jezikoslovcev šteje to objavo kot namerno oblikovanje negativne podobe Putina med bralci. 
Po mnenju novinarja Rodger Jones je beseda "Putler" postala priljubljena med protesti leta 2014 pred ruskim veleposlaništvom v Washingtonu.
Julija 2014, po videzu fotografij iz FIFA World Cup, kjer sta Vladimir Putin in nemška kanclerka Angela Merkel sedela skupaj in gledala svetovno prvenstvo v nogometu, so se na tej fotografiji na socialnih omrežjih pojavili komentarji, ki so se glasili "Hvala, gospa Putler "(nemško: Danke, Frau Putler). Po besedah The Guardiana, so bili avtorji teh pripomb Ukrajinci, ki so bili nezadovoljni s stališčem, ki ga je sprejel nemški kancler glede rusko-ukrajinske vojne.
Beseda "Putler" je bila pogosto uporabljena v akademskih in novinarskih delih, če se primerja žaljiv jezik, ki se uporabljajo med Rusi in Ukrajinci. Beseda se običajno uporablja v kombinaciji z negativnimi glagoli, kot so "očitno" in "shits".
Beseda Putler se je začela znova zelo pogosto pojavljati v mednarodnih demonstracijah proti vojaškim dejanjem zaradi ruske invazije na Ukrajino leta 2022.